# Саница Горња
Саница Горња је насељено мјесто у Босни и Херцеговини у општини Кључ, Унско-Сански кантон, која припада ентитету Федерација Босне и Херцеговине. На попису становништва 1991. у њему је живјело 641 становника.

## Географија

### Православни храм Светих апостола Петра и Павла
Храм и парохија у Горњој Саници административно припадају епархији бихаћко-петровачкој.
За вријеме турскога ропства православни Срби успијели су добити дозволу од власти за градњу храма 1856. године. Била је то црква брвнара.
Други храм, од камена, подигнут је почетком 20. вијека — 1901. године.
Традиционални народни збор одржавао се на Петровдан и на Малу Госпојину.
По свршетку грађанског рата у БиХ храм је девастиран и раскривен, а грађа разнесена. Звоно је скинуто и однијето. Остале су само зидине. Прва Света Литургија након рата служена је на Петровдан 2007. године. Администратор је те и наредне године био поп Мирко Моравац. Њега је на тој дужности замијенио јеромонах Варнава из манастира Трескавац код Превије. У мају 2012. на дужност парохијског свештеника именован је тек рукоположени кључки свештеник Владимир Максимовић. Тог љета Петровдан је Горњој Саници посљедњи пут богослужбено прослављен под ведрим небом. 
Обнова је убрзо затим почела реконструкцијом звоника и крова храма. Света Петка прослављена је те јесени под кровом.

## Демографија
| Националност | 1991. |
| Срби         | 631   |
| Муслимани    | 1     |
| Хрвати       | 3     |
| Југословени  | 2     |
| остали       | 4     |
| Укупно       | 641   |